# 松上站
松上站（韓語：송상역）是朝鮮民主主義人民共和國咸镜北道金策市的一個鐵路車站，属于平罗线。

## 邻近车站
平罗线
鶴城站 - 松上站 - 业亿站